# Agrotis kinabaluensis
Agrotis kinabaluensis är en fjärilsart som beskrevs av Holloway 1976. Agrotis kinabaluensis ingår i släktet Agrotis och familjen nattflyn. Inga underarter finns listade i Catalogue of Life.